# Ельск
Е́льск (бел. Ельск, пол. Jelsk) — город в Гомельской области Республики Беларусь. Административный центр Ельского района. Расположен в 177 км к юго-западу от Гомеля. Железнодорожная станция на линии Калинковичи — Коростень.
Численность населения — 8 623 человек (на 1 января 2025 года).

## Этимология
Название Ельск традиционно связывается с деревом ель. Однако ель издавна распространена только вблизи северных окраин Полесья (по линии Слоним — Слуцк — Бобруйск). Кроме того, суффикс -ск не образовывал географические названия от обозначений растений и деревьев. Обычно названия населённых пунктов на -ск образовывались от имён рек и озёр, по берегам которых поселения возникали. В основе топонима Ельск лежит название существовавшей ранее небольшой речки Елы, Елки. Гидроним происходит от финно-угорской основы ел «родник, лесной ручей, речка», неоднократно встречающейся в названиях рек.

## Геральдика
Герб и флаг зарегистрированы в Гербовом матрикуле Республики Беларусь 26 января 2001 года № 48. Утверждены решениями Ельского районного исполнительного комитета от 22 ноября 2000 года № 472 и Ельского районного Совета депутатов от 27 декабря 2000 года № 29.

## История
Впервые в письменных источниках упоминается в XVI веке как местечко Ельск в Мозырском повете Великого княжества Литовского, принадлежавшее Спадам, Аскеркам, Сулистровским. Старинный французский род Спадов был вынужден эмигрировать из Франции в связи с религиозными гонениями. С конца XVIII века под названием Королин или Каролин. В начале XX века в местечке проживало 910 человек. Во время первой мировой войны некоторое время носил название Николаев. В сентябре 1938 года, когда местечку придан статус городского поселка, в нём проживало около 4 тыс. жителей.
С 1971 года Ельску присвоен статус города.
20 октября 1995 года административные единицы Ельский район и город Ельск, имеющие общий административный центр, объединены в одну административную единицу — Ельский район.
В 2024 году Ельский район отмечает 100-летие.

## Демография
Численность населения — 8 623 человек (на 1 января 2025 года). Численность населения — 8 864 человек (на 1 января 2023 года).
| Численность населения Ельска (в административной черте города) | Численность населения Ельска (в административной черте города) | Численность населения Ельска (в административной черте города) | Численность населения Ельска (в административной черте города) | Численность населения Ельска (в административной черте города) |
| 2006                                                           | 2008                                                           | 2016                                                           | 2021                                                           | 2023                                                           |
| -------------------------------------------------------------- | -------------------------------------------------------------- | -------------------------------------------------------------- | -------------------------------------------------------------- | -------------------------------------------------------------- |
| 9 800                                                          | 9 600                                                          | 9 262                                                          | 9 088                                                          | ▼ 8 864                                                        |

| Численность населения: |
| График не отображается по техническим причинам. Чтобы исправить это, воспроизведите график в новом формате, если это возможно. |

В 2017 году в Ельске родилось 118 и умерло 130 человек. Коэффициент рождаемости — 13 на 1000 человек (средний показатель по району — 14,5, по Гомельской области — 11,3, по Республике Беларусь — 10,8), коэффициент смертности — 14,3 на 1000 человек (средний показатель по району — 16,4, по Гомельской области — 13, по Республике Беларусь — 12,6).
В 1939 году в Ельске проживали 2003 белоруса, 1231 еврей, 378 русских, 179 украинцев, 35 поляков.

## Экономика
В городе расположены маслодельный, хлебный, плодоовощной заводы, а также мебельная фабрика.

## Культура
- Краеведческий музей г. Ельска[23]
- Дом культуры
- Библиотека[24]
- Кинотеатр

## События и мероприятия

### События
- 23 мая 2023 года Ельск принял эстафету вдоль государственной границы, посвящённую 105-летию пограничной службы Беларуси[25]

### Мероприятия
- Традиционный праздник рушника
- В 2015 году прошёл областной фестиваль "Дажынкi"
- Региональный фестиваль гармонистов «Грай, гармонiк!»[26]

## Достопримечательности
- Братская могила советских воинов (1943)
- Братская могила советских воинов и партизан (1941-1944), ул. Карповича[27]. Похоронены 17 воинов и 8 партизан, в том числе, Герой Советского Союза П. Н. Томилин и секретарь подпольного райкома КП(б)Б И. А. Козинцев.
- Троицкая церковь (1769–1780 гг.) —  Историко-культурная ценность Республики Беларусь, шифр 312Г000281
- Городская площадь
- Мебельная фабрика
- Озеро
- Парк
- Аллея деревьев ко Дню народного единства (16.09.2022), Мозырский тракт

### Памятник, скульптура
- Памятник В. И. Ленину
- Мемориальный комплекс «Жертвам XX века»
- Обелиск «Односельчанам, павшим в борьбе с фашизмом» (1941-1945)
- Скульптура журналиста. Установлена у здания редакции газеты «Народны голас»
- Памятный знак майору милиции В. А. Акинчицу
- Мемориальная доска на деревянном доме № 40 по улице Советской, в котором в 1942—1943 годах проживал Ян Налепка[28]
- Мемориальный знак в память о Герое Советского Союза — словаке Яне Налепке[29]
- Памятный знак воинам-интернационалистам

### Жанровая скульптура, арт-объекты
- Скульптура «Гармонік» (2023)[30]

## Галерея

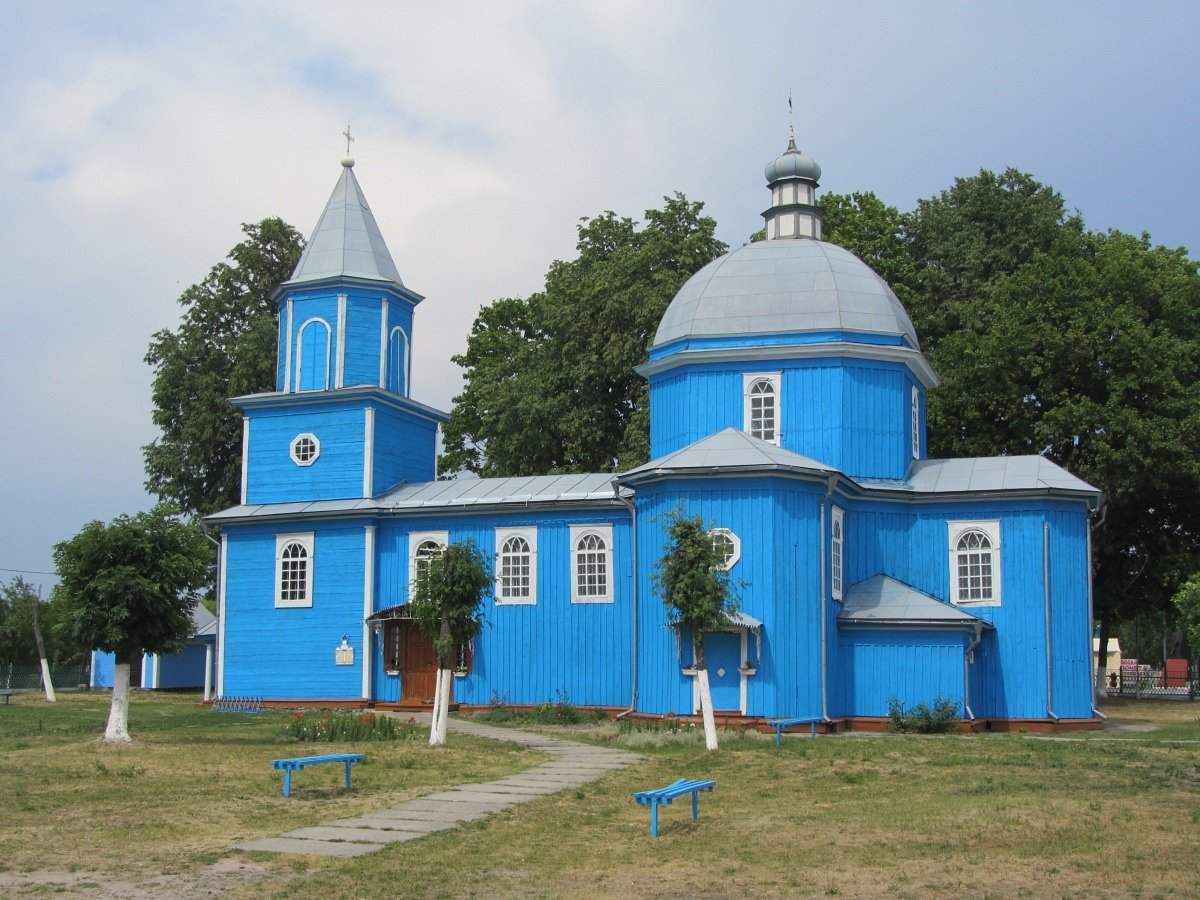
Свято-Троицкая церковь
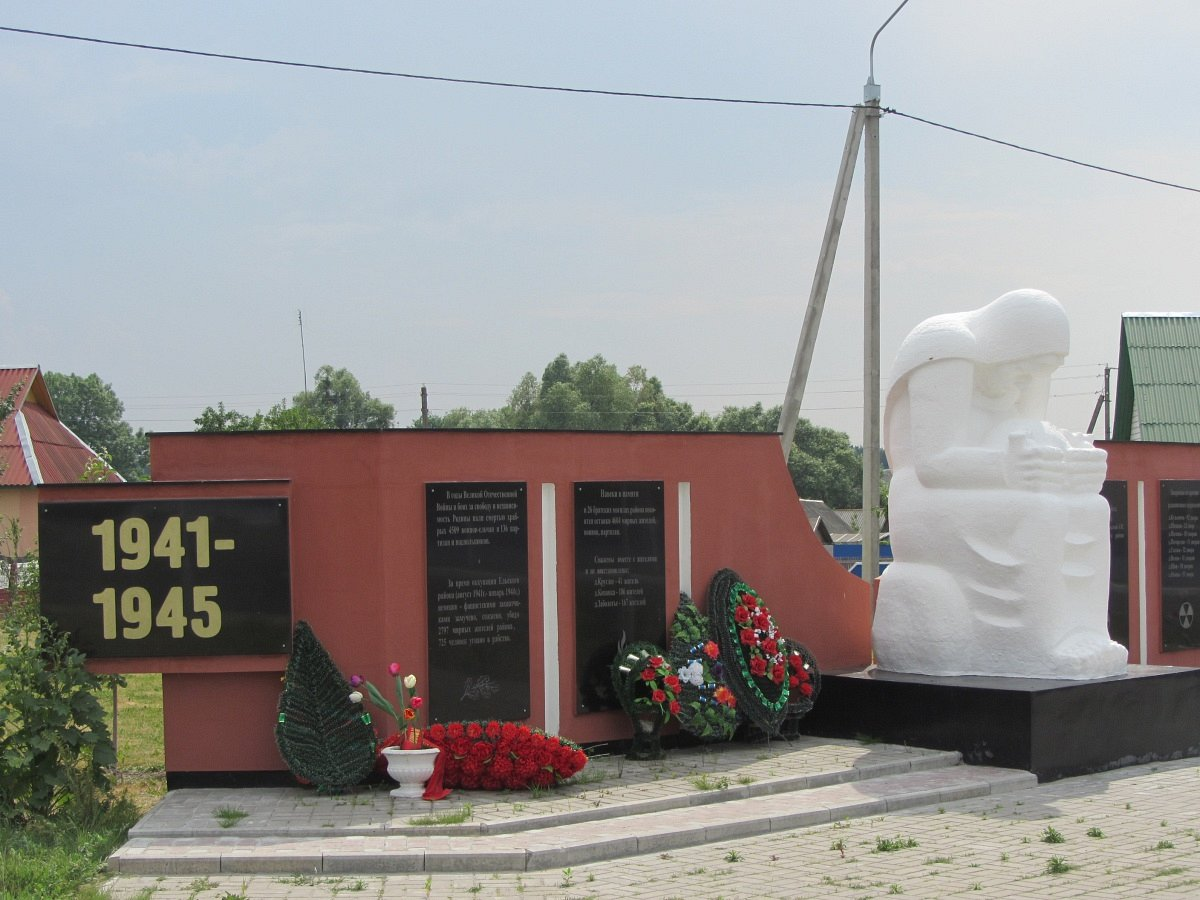
Мемориальный комплекс "Жертвам XX века"
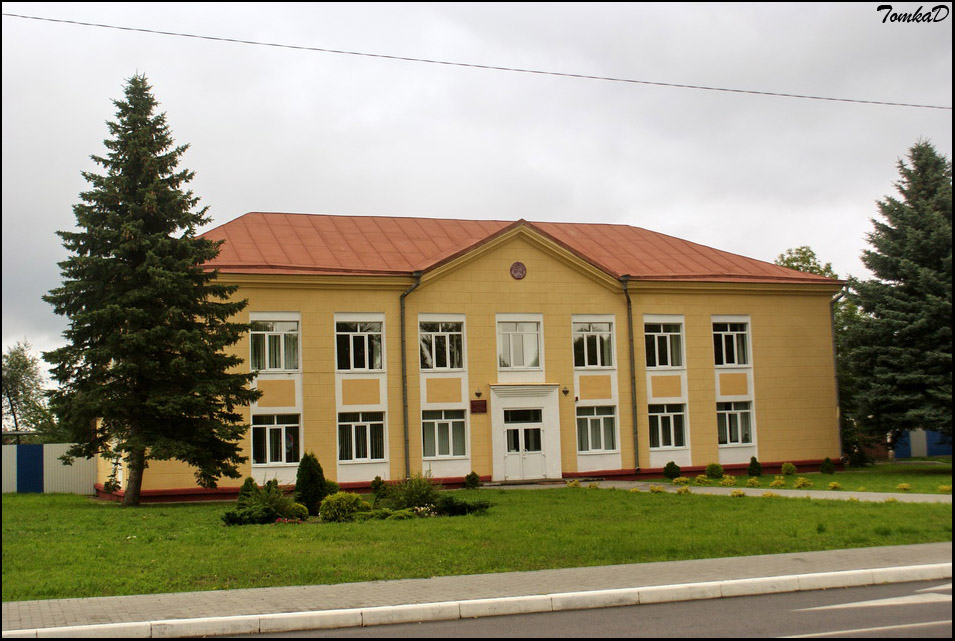
Детская школа искусств
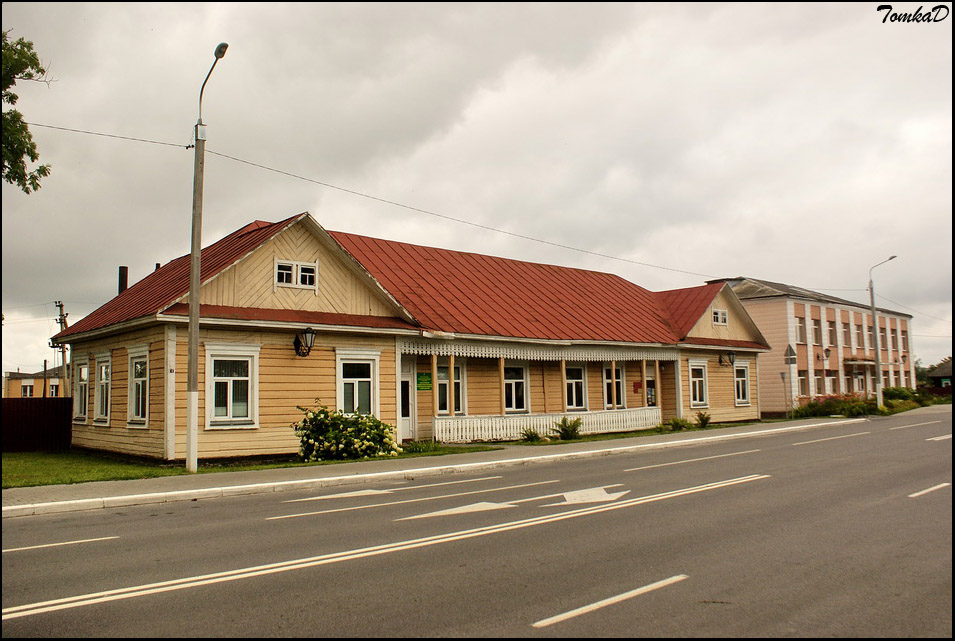
Деревянный домик
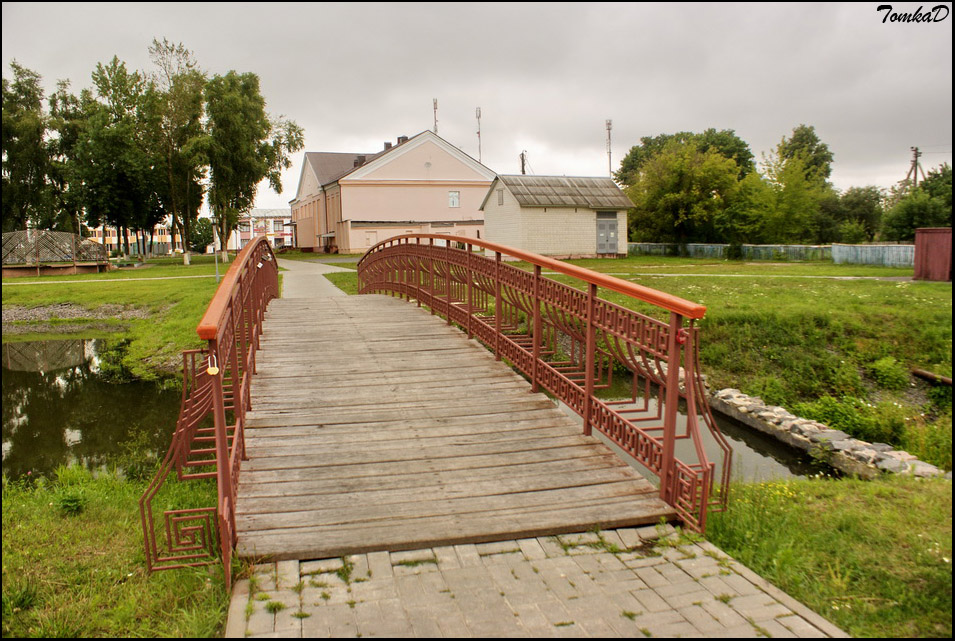
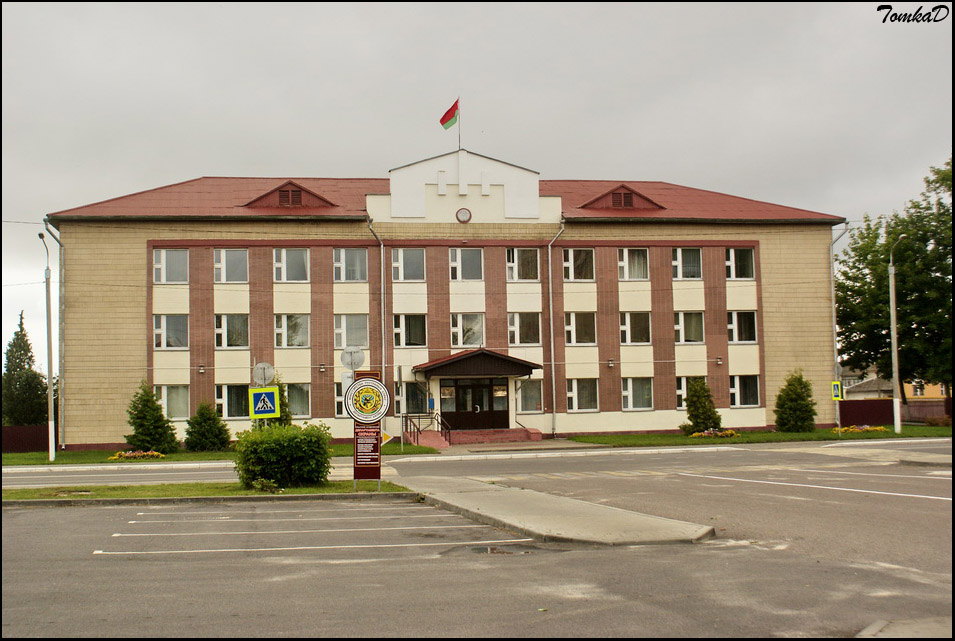
Здание Ельского райисполкома
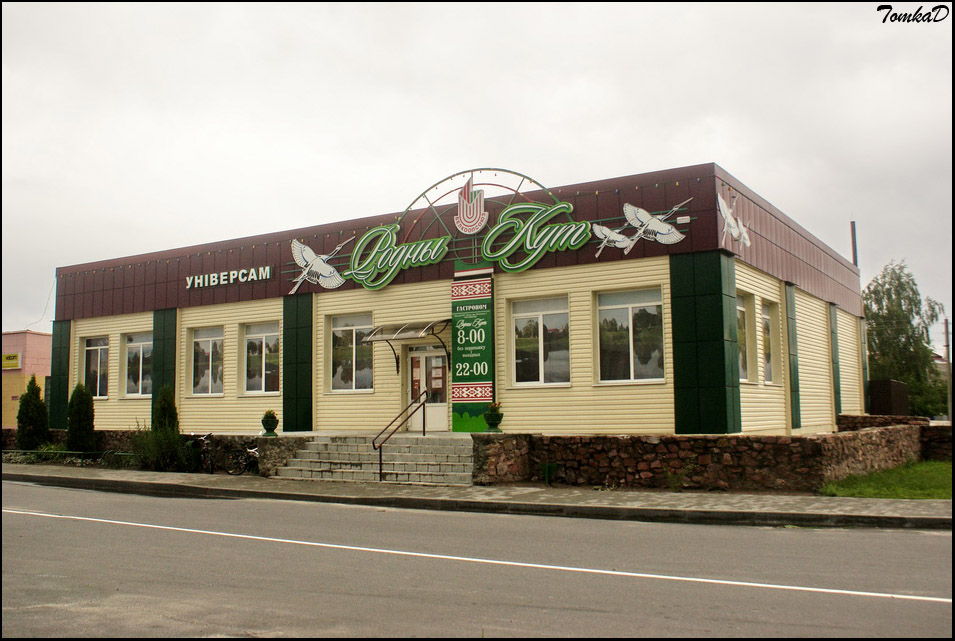
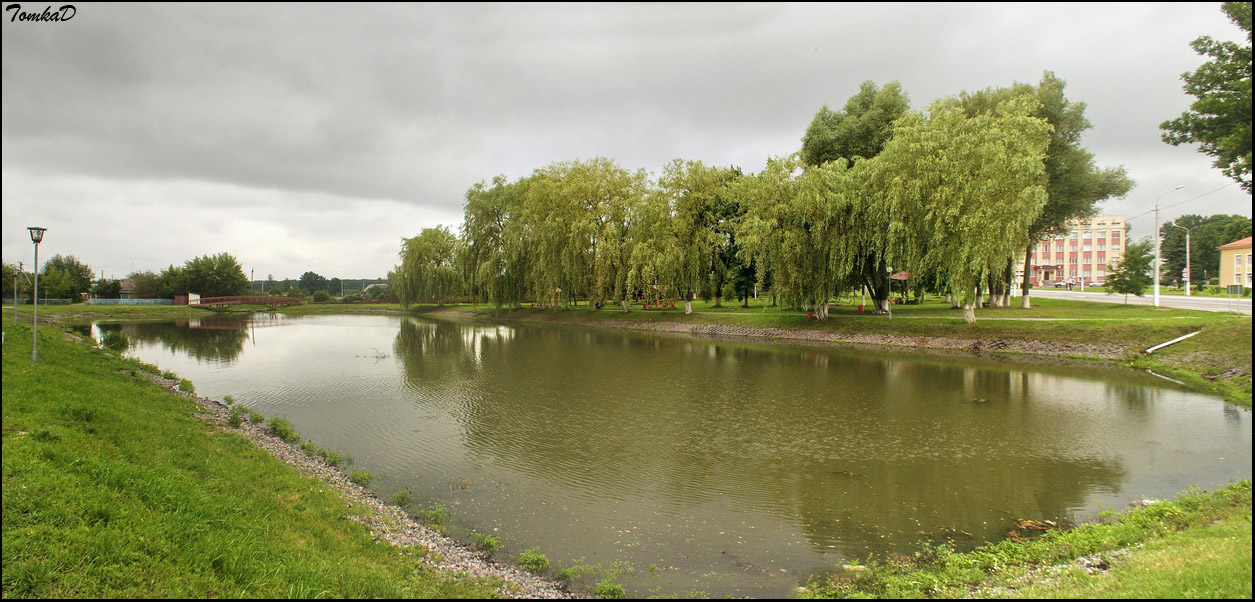
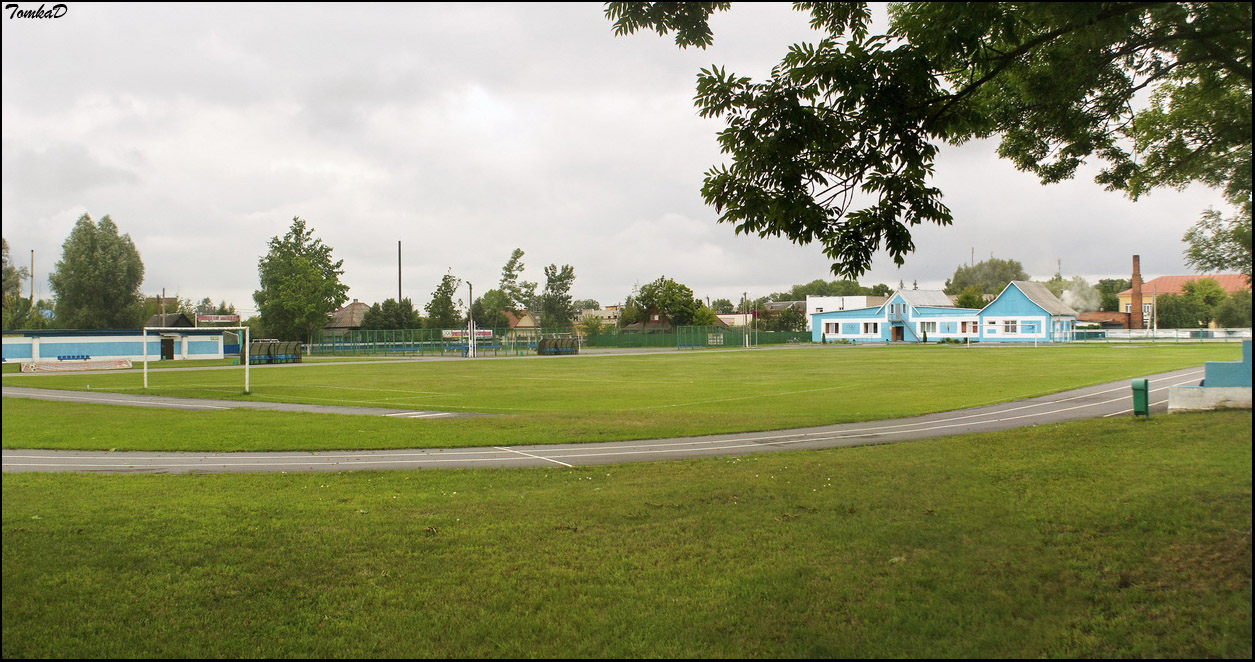
Стадион
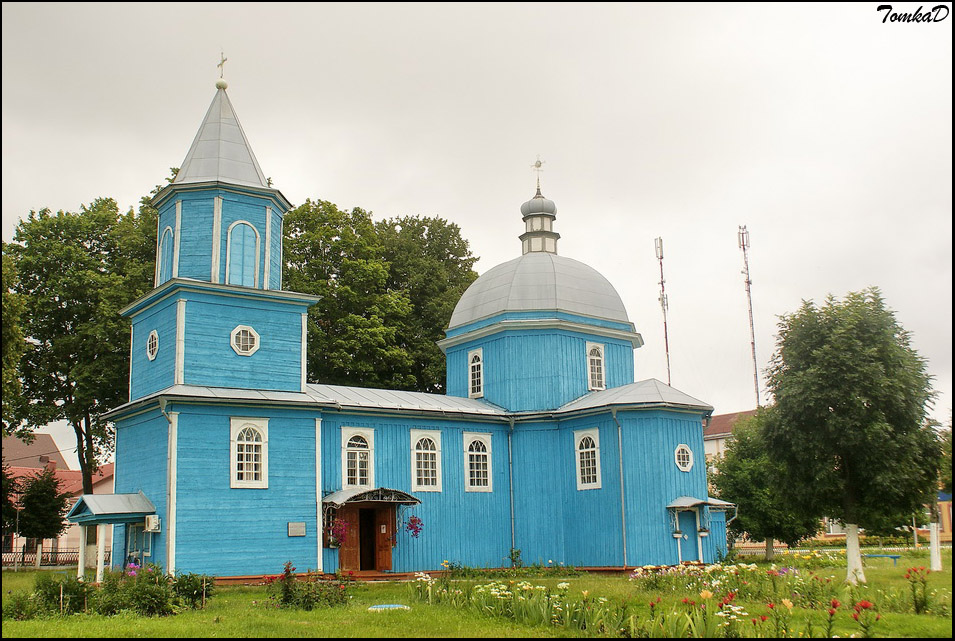
Свято-Троицкая церковь

## СМИ
Издаётся газета «Народны голас».